# Лурье, Макс Израилович
Макс Израилович Лурье́ (род. 13 февраля 1957, Ферганская область, м Узбекистан) — израильский журналист, редактор.

## Биография
Макс Лурье родился в 1957 году в городе Коканде.
Отец — Израиль Бенционович Лурье, (1923—2003), известный журналист, фронтовик, уроженец города Одесса.
Мать — Клара Максовна Лурье (Белкина), экономист, уроженка города Минск (1926—2018).
В 1979 году окончил с отличием факультет журналистики Ташкентского государственного университета.
В 1979—1989 гг. был штатным сотрудником газеты «Ферганская правда». Лауреат премии Союза журналистов СССР.
В 1989 году за проявленные мужество и профессионализм при освещение ферганских событий награждён знаками отличия I и II степени ВВ МВД, а также представлен к медали «За отвагу». По следам этих событий выпустил в соавторстве с Петром Студеникиным книгу «Запах гари и горя: Фергана, тревожный июнь 1989-го» (М.: Книга, 1990).
В 1990 г. репатриировался в Израиль. Живет в Кфар-Сабе. Женат, отец четверых детей.
С 1990 по 1992 гг. был главным редактором русскоязычной версии газеты «Хадашот».
В 1992 г. стал ответственным секретарем газеты «Время».
В 1993 году принят в штат газеты «Вести», которой руководил Эдуард Кузнецов. Был редактором ежедневного выпуска, первым редактором приложений Magazine, «Авто», «Вести ха-Шарон», журнала «Мужские игры», вел авторскую рубрику в приложении «Окна». Последняя должность — и. о. главного редактора.
В 2000 г. вместе с Эдуардом Кузнецовым и его командой покинул «Вести», начав работать в созданном издании «МИГ-ньюс».
В 2003—2004 гг. был главным редактором газеты «Новости недели», откуда перешел на телеканал RTVi.
С 2005 г. по приглашению Антона Носика перешел в Cursorinfo.co.il, который впоследствии возглавил.
В 2016 году вернулся в газету «Вести», где принял участие в создании и запуске интернет-издания Vesty.co.il, там же работает в настоящее время.